# Comuna Zelene, Novomîkolaiivka
Zelene (în ucraineană Зелене) este o comună în raionul Novomîkolaiivka, regiunea Zaporijjea, Ucraina, formată din satele Blahodatne, Nove Pole, Novokaseanivka, Rîbalske, Șevcenkivske și Zelene (reședința).

## Demografie
Componența lingvistică a comunei Zelene
     Ucraineană (93,21%)
     Rusă (6,52%)
     Alte limbi (0,13%)
Conform recensământului din 2001, majoritatea populației comunei Zelene era vorbitoare de ucraineană (93,21%), existând în minoritate și vorbitori de rusă (6,52%).